# Alejandra Orozco
Alejandra Orozco Loza (ur. 19 kwietnia 1997), meksykańska skoczkini do wody. Srebrna medalistka olimpijska z Londynu oraz brązowa medalistka olimpijska z Tokio, olimpijka z Paryża 2024.
Zawody w 2012 były jej pierwszymi igrzyskami olimpijskimi. W 2012, jako najmłodsza meksykańska olimpijka, sięgnęła po medal w skokach synchronicznych z wieży, partnerowała jej Paola Espinosa. Miała wówczas zaledwie 15 lat. Uczestniczyła też na igrzyskach w Tokio, tam wywalczyła brązowy medal w konkurencji skoku synchronicznego z wieży.
Ponadto na letnich igrzyskach olimpijskich młodzieży w 2014 roku zdobyła dwa medale. Jest również trzykrotną medalistką igrzysk panamerykańskich, trofea te zdobyła w 2015 i 2019 roku.